# Coproica ghanensis
Coproica ghanensis är en tvåvingeart som beskrevs av Papp 1979. Coproica ghanensis ingår i släktet Coproica och familjen hoppflugor.
Artens utbredningsområde är Ghana. Inga underarter finns listade i Catalogue of Life.